# Myoxopsylla laverani
Myoxopsylla laverani är en loppart som först beskrevs av Rothschild 1911.  Myoxopsylla laverani ingår i släktet Myoxopsylla och familjen fågelloppor.

## Underarter
Arten delas in i följande underarter:
- M. l. laverani
- M. l. traubi